# Tortanus setacaudatus
Tortanus setacaudatus is een eenoogkreeftjessoort uit de familie van de Tortanidae. De wetenschappelijke naam van de soort is voor het eerst geldig gepubliceerd in 1906 door Williams.